# Little Missouri River
Little Missouri River er en flod i det nordlige USA, og en biflod til Missouri-floden. Den er 901 km lang, og har udspring i Crook county i Wyoming. Floden løber mod nord et kort stykke gennem den sydøstligste del af Montana, derefter det nordvestlige jørne af South Dakota, før hovedløbet passerer North Dakota.
Ved den nordøstlige del af floden ligger nationalparkerne Theodore Roosevelt National Park og Little Missouri National Grassland (4.140 km²). Little Missouri River løber ud i Missouri i den opdæmmede Lake Sakakawea.
Flodens afvandingsområde er omkring 13.000 km².